# Formica bauckhorni
Formica bauckhorni är en myrart som beskrevs av Meunier 1915. Formica bauckhorni ingår i släktet Formica och familjen myror. Inga underarter finns listade i Catalogue of Life.